# Gomphus lividus
Gomphus lividus är en trollsländeart som beskrevs av Selys 1854. Gomphus lividus ingår i släktet Gomphus och familjen flodtrollsländor. Inga underarter finns listade i Catalogue of Life.

## Bildgalleri

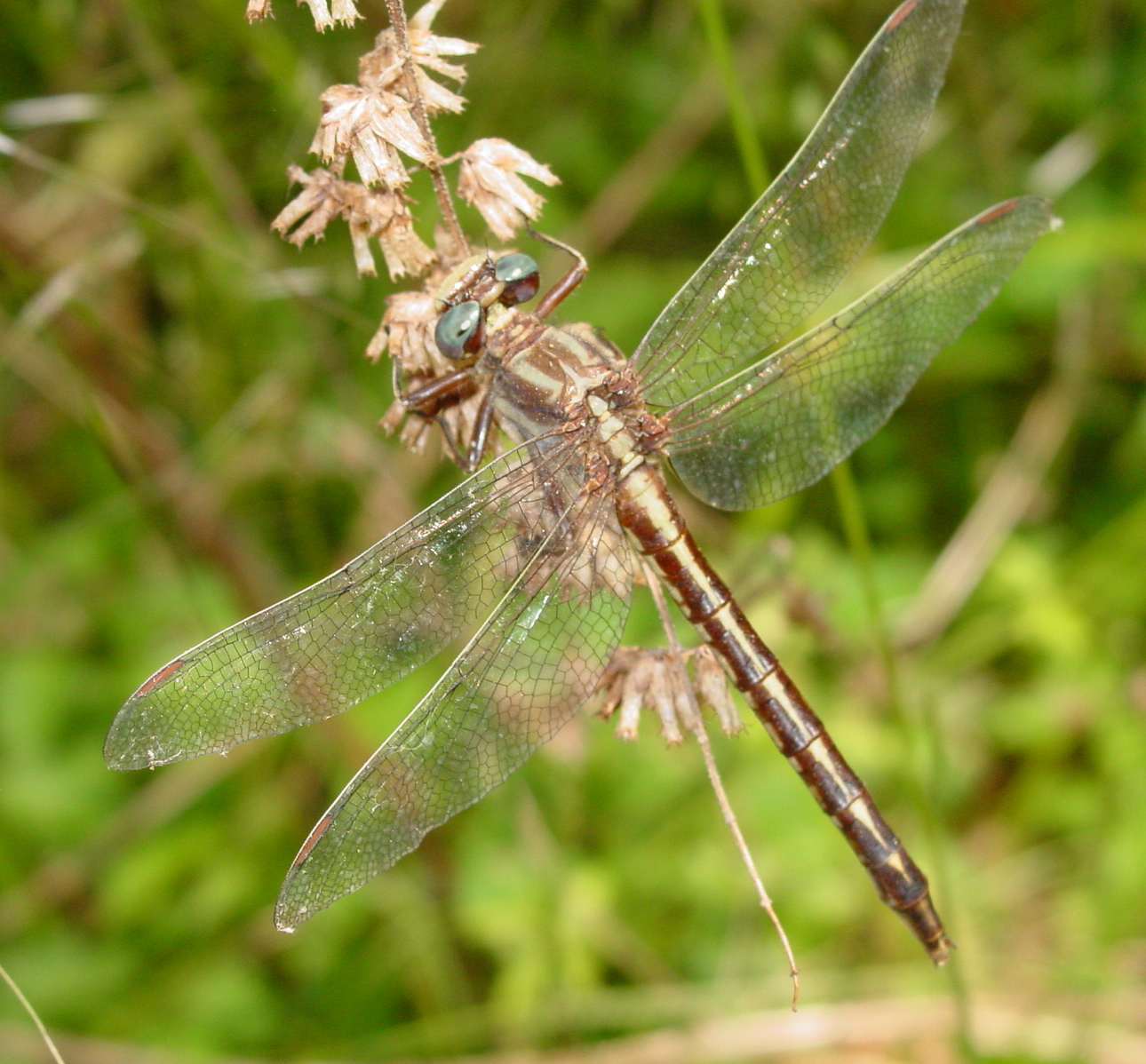